# Stodene
Stodene är en del av tätorten Skåre i Karlstads kommun och består till stor del av villabebyggelse.

## Historia
Stodene var ursprungligen ett hemman i Grava socken. Under medeltiden var Stodene knutet som stomhemman åt prästen i Tingvalla socken (nuvarande Karlstad), vilket innebar att man betalade skatt för prästens försörjning. 1538 skattade bonden "Gullbron i Stodönn" med smör och järn och skulle dessutom göra fyra dagsverken åt prästen i Tingvalla.
1572 blev Stodene ett frälsehemman, men indrogs med tiden till kronan och blev åter skattehemman. Laga skifte genomfördes 1829.
Gården Stodene var strategiskt placerad efter landsvägen mellan stifts- och residensstaden Karlstad och storgården Apertin i Kils socken och var därför gästgivargård under många år. Gården har även varit tingsplats åt Karlstads tingslag under långa perioder. 
1997 ärvde en Sten Nilsson en gård i Stodene. Med gården följde ett antal dokument, som han donerade till Värmlands museum. På så sätt uppstod Stodene gårdsarkiv, som omfattar en arkivbox med ett trettiotal dokument – ekonomiska och juridiska handlingar, som i första hand berör fastighetsaffärer under 1800-talets andra hälft.
Stodeneparken var samlingsplats för ungdomar på 1930-talet, och bytte ägare till Missionsförbundet och heter nu Solliden och är föreningsgård för SMU Skåre.
Kommittén för kulturhistorisk bebyggelse i Karlstads kommun klassade sex fastigheter i Stodene som "kulturhistoriskt intressanta". Fem av dem ligger inom Granlidenområdet efter gamla landsvägen (nuvarande Skårevägen) och utgör exempel på bostadshus från tiden innan Stodene omvandlades från stadsnära landsbygd till dagens 1970-talets moderna villaområde. Den sjätte är rester av en bondgård (fastigheten Stodene 1:744) vars timrade mangårdsbyggnad från tidigt 1800-tal ännu står kvar vid Torpnoret.

## Skolor
Stodeneskolan bedriver undervisning i förskoleklass och årskurserna 1-6 och inrymmer dessutom fritidshem. Skolan, som ursprungligen var i ett plan, var färdigbyggd 1974 och ritades av arkitekten Nina Henningsson. Sedan dess har lokalerna utökats i flera etapper. 

## Områden

### Granliden
Granliden hör till den äldsta villabebyggelsen i Stodene. Granliden växte upp under efterkrigstiden, när nya småhus började omge äldre bebyggelse på ömse sidor om landsvägen (Skårevägen), från Torpnoret upp till avtagsvägen mot Almars färja. Området begränsas av Klarälven i öster, och Stodenetjärnet och Centrumvägen i väster.
Gatorna på Granliden hade ursprungligen namn efter träd - Björkvägen, Ekvägen, Tallvägen, osv. När storkommunen Karlstad bildades på 1970-talet fanns redan de flesta träden på andra håll i kommunen, varför Granlidens trädgator fick bilda ett rot-tema; Björkrotsvägen, Ekrotsvägen, Tallrotsvägen osv. Ett märkligt undantag finns i Envägen, som aldrig bytte namn, troligtvis eftersom ingen dubblett fanns inom kommunen.
Flera fastigheter inom Granliden finns med på den lista över kulturhistoriskt intressant bebyggelse i Karlstad som publicerades 1984. Utmärkande för den äldsta bebyggelsen är att den vänder entrén mot landsvägen.

### Timmerspelet
Timmerspelet är Stodenes yngsta villaområde, bebyggt under 2000-talet. På området låg tidigare Axelssons sågverk. Inom Timmerspelt korsas de två gatorna Takarevägen och Stabbläggarvägen.

## Industri
Axelssons sågverk kallades i folkmun Stodenesågen för att skilja den från den närbelägna Skåresågen. Sågen etablerades i Stodene 1935 av Gunnar Axelsson. Axelsson hade under 15 år bedrivit ambulerande sågverksverksamhet med häst och vagn bland skogsägarna i trakten, men permanentade verksamheten på området mellan landsvägen och Stodenetjärnet.
Timret levererades med lastbil och tippades i Stodenetjärnet, för att skyddas mot torka och insaktsangrepp. Från tjärnet transporterades stockarna på en  matarkedja till såghuset, där det under den första tiden klingsågades.
1937 utökades verksamheten med ett hyvleri för tillverkning av spåntade plank och bräder. 1953 ersattes klingsågen av en ramsåg och under 50-talet konkurrerades även stabbläggarna ut av sågverkets första truck.
Sågverket brann ner 1969 efter ett blixtnedslag, som lyckligtvis skonade brädgården. När sågverket byggdes upp investerades i en reduceringsmaskin från Kockums i Söderhamn. Reduceringsmaskinen flisade stockarna till bräder, med massaved som restprodukt.
Familjeföretaget Axelssons sågverk, såldes 1989 Skåresågens ägare till Westwood, numera Moelven.
På sågens forna område ligger nu villakvarteret Timmerspelet.